# Хатам аль-Анбія
Хатам аль-Анбія (перс. قرارگاه سازندگی خاتم‌الانبیا, трансліт. Qârargâh-he Sazandegi-ye Xatam alânbia, латиніз. «Будівельна штаб-квартира «Печатка Пророка») — іранська інженерна фірма, що контролюється Корпусом вартових Ісламської революції (КВІР). 
Фірма, також відома як GHORB , є основним інженерним підрозділом КВІР та одним з найбільших підрядників Ірану в промислових та девелоперських проектах. 
«Хатам аль-Анбія» створено під час ірано-іракської війни 1980–1988 років для допомоги у відбудові країни та з роками диверсифікувалася, охопивши компанії, що займаються машинобудуванням, енергетикою, гірничодобувною промисловістю та обороною.
Компанія та деякі її дочірні підприємства перебувають під санкціями ООН. 

## Заснування
Після ірано-іракської війни (1980–1988) іранський уряд заохочував КВІР зміцнювати свій бюджет за рахунок економічної діяльності. 
Для цього КВІР створив штаб самозабезпечення та штаб реконструкції. 
У 1990 році штаб реконструкції перейменували на Gharargah-he sazandegi-ye khatam alanbia, скорочено Ghorb. 
З часом фірма стала «одним з найбільших підрядників Ірану в промислових та будівельних проектах, і сьогодні вважається основним інженерним підрозділом КВІР». 

## Діяльність
«Хатам аль-Анбія» – гігантська холдингова фірма, яка контролює понад 812 зареєстрованих компаній в Ірані та за його межами, і (станом на 2012 рік) отримала 1700 державних контрактів. 

Повідомляється, що в ній працює 25 000 інженерів та співробітників. 
Десять відсотків працівників є членами КВІР, а решта – підрядниками. 
Згідно з веб-сайтом фірми, компанія отримала контракти в різних галузях будівництва, «включно з дамбами; системами відведення води; автомагістралями; тунелями; будівлями; важкими конструкціями; тривимірними фермами; морським будівництвом; системами водопостачання; та магістральними водо-, газо- та нафтопроводами». 

Двома найвідомішими дочірніми компаніями Хатам аль-Анбія є Sepasad та Hara; перша, на 2025 рік, будує сьому лінію Тегеранського метрополітену, а друга керує будівництвом тунелів та земляними роботами по всій країні. 

25 квітня 2009 року консорціум, контрольований Хатамом, придбав 51,18% контрольного пакету акцій іранського військово-промислового гіганта SADRA. 

### Південний Парс
Як частина КВІР, компанія Хатам аль-Анбія тісно пов'язана з нафтогазовою промисловістю Ірану. 
Компанії надали кілька фаз газового родовища Південний Парс. 
У травні 2010 року уряд Ірану надав Хатаму права на розробку фаз 13, 14, 22, 23 та 24 Південного Парсу. 

30 квітня 2011 року Міністерство нафти Ірану надало Хатаму два контракти без тендеру на розробку газових родовищ Халган та Сефід-Багхун в Південному Парсі. 

### Діяльність за кордоном

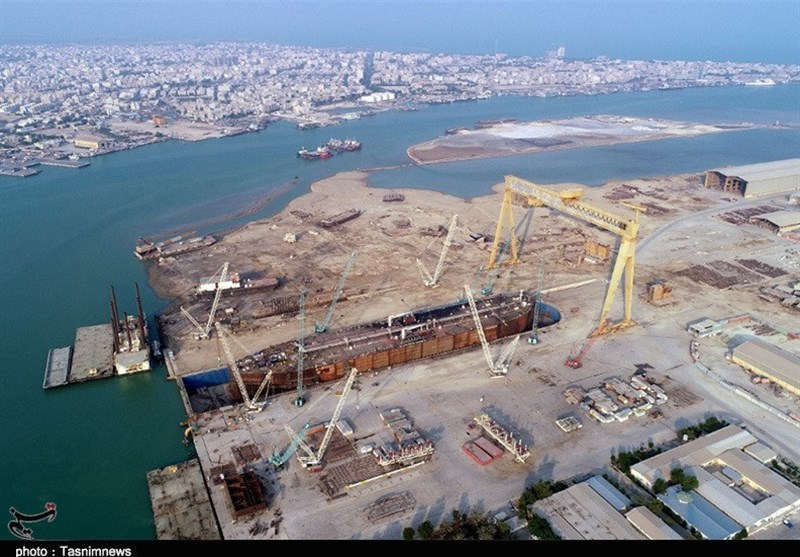
Корабельня Хатаму в Бушері

У травні 2011 року німецька газета Die Welt повідомила, що Іран будує пускові майданчики для ракет середньої дальності для своїх венесуельських союзників на півострові Парагуана у Венесуелі. 
Повідомляється, що Хатам аль-Анбія активно допомагає в цьому проекті. 

SADRA також уклала контракт на будівництво 120-тонного танкеру для Венесуели. 

### Основні проекти в Ірані
- 610-кілометровий залізничний проект в провінції Систан і Белуджистан кошторисом у 300 мільйонів євро разом із партнером Esfahan Steel Company(інші мови)[11]
- Дренаж Ахвазу (100 мільйонів євро, 2020 рік, Національний фонд розвитку Ірану(інші мови))[12]
- Сталеливарний комплекс Бенаб(інші мови) — 610 млн євро (2020 р.)[13]

## Санкції

### Сполучені Штати
25 жовтня 2007 року Управління контролю за іноземними активами (OFAC) Міністерства фінансів США додало Хатам аль-Анбія до списку спеціально визначених осіб (SDN). 
Згідно Указу 13382, який спрямований проти розповсюджувачів зброї масового знищення та систем її доставки, цей захід заморожує активи компанії під юрисдикцією США та забороняє операції з американськими сторонами. 

### Європейський Союз
24 червня 2008 року Європейський Союз вніс компанію «Хатам аль-Анбія» до списку організацій, пов’язаних з діяльністю Ірану, пов’язаною з розповсюдженням ядерної зброї, або з розробкою Іраном систем доставки ядерної зброї. За деякими винятками, держави-члени ЄС зобов’язані заморозити всі кошти та економічні ресурси, що належать, зберігаються або контролюються «Хатам аль-Анбія», а також повинні забезпечити, щоб жодні кошти чи економічні ресурси не надавалися компанії, що входить до списку, або для неї. 

### Організація Об'єднаних Націй
Резолюція Ради Безпеки ООН 1929 , прийнята 9 червня 2010 року, визначає Хатам аль-Анбія як організацію, «контрольовану Корпусом вартових ісламської революції або діючу від його імені». 